# Богуславский, Станислав (актёр)
Станислав Богуславский (пол. Stanisław Bogusławski; 28 декабря 1804, Варшава — 10 июня 1870, Варшава) — польский актёр, журналист, драматург и комедиограф.

## Биография

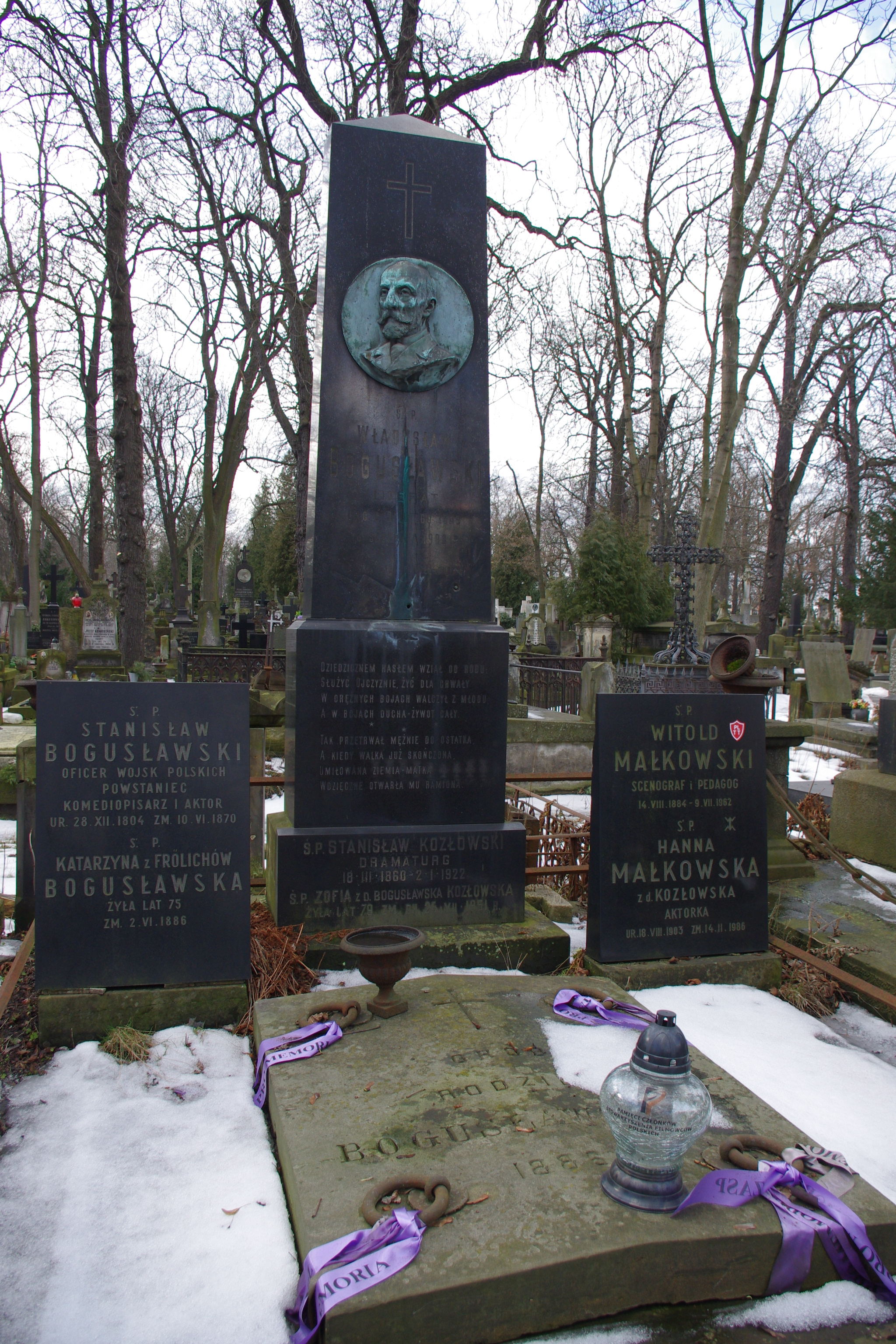
Памятник на семейной могиле Богуславских

Происходил из шляхетского рода Богуславских, герба Свинка. Сын «отца польского театра» Войцеха Богуславского (1757—1829). Отец режиссёра, критика, прозаика Владислава Богуславского.
Учился у пиаристов. В 1820 году вступил в гренадерский полк, в 1827 году получил чин подпоручика. Служил до 1830 года. Участник польского восстания 1830 года.
Дебютировал на театральной сцене в 1829 году. С 1833 года — актёр театра в Варшаве.
С 1829 сотрудничал с газетой «Kurjer Warszawski», в 1867—1868 был её редактором.
В 1848—1854 гг. издал три тома комедий «Komedje oryginalne», в том числе, «Stara Romantyczka», «Lwy i Lwice», «Opieka wojskowa», имевшие в своё время громадный успех.
Кроме того, ему принадлежат пьесы «Urojenie» (1829), «Krewni» (1840), «Złoty młodzieniec» (1867) и либретто оперы Станислава Монюшко «Flis» (1858).
Похоронен в Варшаве на кладбище Повонзки.